# Verde River
De Verde River is een rivier in de Verenigde Staten met een lengte van 270 km die ontstaat door de samenvloeiing van verschillende kleine rivieren in het noordwesten van Arizona. De Verde stroomt zuidwaarts en mondt uit in de Salt River bij Fountain Hill. De Verde hoort zo tot het stroomgebied van de Gila en de Colorado.
De Verde is een van de belangrijkste rivieren die het hele jaar vloeit van Arizona en hiervan is ook zijn naam afgeleid (Groene rivier).
- Library of Congress Control Number: sh85142806
- National Archives and Records Administration: 10038649
- Nationale Bibliotheek van Israël: 987007536546905171